# Energia lliure termodinàmica
L'energia lliure termodinàmica és la quantitat de treball que un sistema termodinàmic pot realitzar. Aquest concepte és útil en la termodinàmica de processos químics o tèrmics en l'enginyeria i en la ciència. L'energia lliure és l'energia interna d'un sistema, menys la quantitat d'energia que no pot ser utilitzada per a realitzar treball. Aquesta energia no utilitzable està donada per l'entropia d'un sistema multiplicada per la temperatura absoluta del sistema.
Com també l'energía interna, l'energia lliure és una funció d'estat termodinàmica.
L'energia lliure està subjecta a una pèrdua irreversibleall realitzat. Donat que l'energia de la primera llei termodinàmica sempre es conserva, resulta evident que l'energía lliure és un tipus d'energia de la segona llei, expandible que pot realitzar treball dins de lapses de temps finits.
És possible formular diverses funcions d'energia lliure a partir de criteris de sistemes. Les funcions d'energia lliure són transformades de Legendre de l'energia interna.
En cas de pressió i temperatura constants la formulació amb l'energía lliure de Gibbs és la més útil. Es defineix com a G = H - TS, on H és l'entalpia. (H = U + pV, on p és la pressió i V és el volum.)
L'energia lliure de Helmholtz és proporcional al logaritme de la  funció de partició en mecànica estadística. Es defineix com: F = U - TS, on U és l'energia interna, T és la temperatura absoluta, i S és l'entropia.
Històricament, aquest termes s'han usat de manera inconsistent. En l'àmbit de la física, energia lliure sovint fa referència a l'energia lliure de Helmholtz, indicada am la lletra A, en canvi en la química, energia lliure es refereix a l'energia lliuree de Gibbs.
Com que els dos camps científics fan servir ambdues funcions, s'ha suggerit com a compromís fer servir A per denotar la funció de Helmholtz i fer servir G per a la funció de Gibbs IUPAC prefereix A